# Minus the Bear
Minus the Bear fue una banda de Seattle con siete lanzamientos en nómina. Su proyecto más reciente, un álbum titulado VOIDS, fue publicado el 3 de marzo de 2017, bajo el sello Suicide Squeeze Records. La banda incluye a exmiembros de Botch, Killsadie y Sharks Keep Moving. Su sonido es una combinación de taps de guitarra y electrónica, con tiempos sofisticados parecidos a los de Don Caballero.
Minus The Bear es famosa por los extravagantes títulos de sus temas, con ejemplos que incluyen "Hey, Wanna Throw Up?", "Get Me Naked 2: Electric Boogaloo", "Monkey!!! Knife!!! Fight!!!" y "Lemurs, Man, Lemurs". A pesar de este ligero humorismo, la música de la banda es muy técnica; en el álbum Menos el Oso, los títulos de las canciones no tienen la misma carga humorística que en sus anteriores discos. El nombre de Minus The Bear procede de una broma privada entre los miembros de la banda.
El 2 de enero de 2006 Matt Bayles, teclista y productor de Minus The Bear anunció su retirada de la banda para centrarse en trabajos de producción. Su última actuación con la banda fue el 28 de enero de 2006. Matt Bayle escribió en su página web que sería reemplazado por Alex Rose, un ingeniero de Menos el Oso.
En su discografía se incluye una remezcla del álbum Menos el Oso de Minus The Bear, que incluye remezclas de IQU, Weerd Science, Tyondai Braxton y Dälek, solo por nombrar algunos. El disco se llama "Interpretaciones del Oso", y está disponible desde febrero de 2007.

## Miembros
Procedentes de las bandas Botch, Kill Sadie y Sharks Keep Moving:
- Jake Snider - Voz y guitarra
- Dave Knudson - Guitarra
- Cory Murchy - Bajo
- Erin Tate - Batería
- Alex Rose - Sintetizadores

## Discografía
- This Is What I Know About Being Gigantic (EP 2001) - Suicide Squeeze Records
- Bands Like It When You Yell Yar at Them (EP 2002) - Suicide Squeeze Records
- Highly Refined Pirates (2002) - Suicide Squeeze Records
- They Make Beer Commercials Like This (EP 2004)-  Arena Rock Recording Co.
- Menos el Oso (2005) - Suicide Squeeze Records
- Interpretaciones del Oso (2007) - Suicide Squeeze Records
- Planet of Ice (2007) - Suicide Squeeze Records
- "Acoustics" (2009) - Suicide Squeeze Records
- Omni (2010) - Dangerbird Records
- Infinity Overhead (2012) -  Dangerbird Records
- Lost Loves (2014) -  Dangerbird Records
- Voids (2017) -  Dangerbird Records

## Videos publicados
- "Knights" - '.Planet.Of.Ice."
- "The Game Needed Me" - Menos el Oso
- "Pachuca Sunrise" - Menos el Oso
- "My Time" - Minus the bear